# Cattenières
Cattenières is een gemeente in het Franse Noorderdepartement (regio Hauts-de-France) en telt 674 inwoners (1999). De plaats maakt deel uit van het arrondissement Cambrai. In de gemeente ligt spoorwegstation Cattenières.

## Geografie
De oppervlakte van Cattenières bedraagt 5,4 km², de bevolkingsdichtheid is 124,8 inwoners per km².
De onderstaande kaart toont de ligging van Cattenières met de belangrijkste infrastructuur en aangrenzende gemeenten.

## Demografie
Onderstaande figuur toont het verloop van het inwonertal (bron: INSEE-tellingen).